# Polidoro (filho de Cadmo)
Polidoro, na mitologia grega, foi um filho de Cadmo e rei de Tebas.
Polidoro era filho de Cadmo e Harmonia, a filha de Afrodite e Ares.
Polidoro sucedeu seu pai como rei de Tebas, e casou-se com Nicteia, filha de Nicteu. O filho de Polidoro e Nicteia foi Lábdaco.